# 裴爱仁
裴爱仁 （Myron Hall Peck)（1876年-1918年），美国人，清末在中国担任教师。

## 生平
1876年10月13日出生于美国威斯康辛州拉辛市（Racine）。父亲是一名隶属于美国海外传道委员会（American Board of Commissioners for Foreign Missions）的传教士。
1880年，全家迁往中国山东省。
1897年，进入加利福尼亚大学（the University of California）土木工程学院（College of Civil Engineering），1901年毕业，获理学士（B.S.）学位。
毕业后，在加利福尼亚州从事土木工程与采矿活动。1902年返回中国。
1902至1906年，任教于山西大学堂，讲授土木工程。
1906年，与Mary Chalfant Moore在天津结婚。
1906年至1911年，转任天津北洋大学教授。
1911年，返回美国。随后在美国陆军部（War Department）工作。此后直到1916年，他在旧金山工作，负责改善哥伦比亚河口的护栏（the bar at the mouth of the Columbia River），并且改进马雷岛（Mare Island）的海军码头。
1916年，加入加利福尼亚国民警卫队（California National Guard）的工兵部队（Engineer Corps），军衔为中尉（second lieutenant）。
1917年，升为上尉（Captain）军衔。在弗吉尼亚州训练部队。
1918年1月，被派往法国，隶属于约翰·勒琼（John A.Lejeune）指挥下的美国陆军第二师（Second Division），在此期间作为营指挥官（Battalion Commander）参战。
1918年10月9日在法国战场上因被弹片击中而阵亡。

## 荣誉
1911年，清政府授予其三等第一宝星。
1918年，因战功获得杰出服役十字勋章（Distinguished Service Cross）。